# Place Le Corbusier
La place Le Corbusier est une voie située dans le quartier Notre-Dame-des-Champs du 6e arrondissement  et le quartier Saint-Thomas-d'Aquin du 7e arrondissement de Paris.

## Situation et accès
La place Le Corbusier est desservie par les lignes 10 et 12 à la station Sèvres - Babylone.

## Origine du nom
Cette place porte le nom de l'architecte suisse Le Corbusier (1887-1965) qui travailla de nombreuses années dans le quartier et fonda son principal cabinet d'architecture, l'« atelier 35 S » au 35, rue de Sèvres.

## Historique
La place est créée en 1988 sur l'emprise des voies qui la bordent et prend son nom actuel le 22 décembre 1988.

## Bâtiments remarquables et lieux de mémoire
- Le square Boucicaut, l'allée Pierre-Herbart et l'hôtel Lutetia donnent sur la place.